# آبشار الکساندر
آبشار الکساندر (به انگلیسی: Alexander Falls) آبشاری است که در ایالات متحده آمریکا واقع شده و ارتفاع کلی ریزشگاه آن ۱۴۱ فوت (۴۳ متر) است.